# Kniażpol
Kniażpol (ukr. Княжпіль) – wieś w rejonie samborskim (wcześniej w rejonie starosamborskim) obwodu lwowskiego Ukrainy. Wieś liczy około 650 mieszkańców. Leży nad rzeką Wyrwą. Jest siedzibą silskiej rady. Pierwsza wzmianka o wsi pochodzi z 1387.
Wieś szlachecka Kniezopol, własność Herburtów, położona była w 1589 roku w ziemi przemyskiej województwa ruskiego. 
W 1921 r. liczył około 915 mieszkańców. W II Rzeczypospolitej w powiecie dobromilskim.

## Ważniejsze obiekty
- Cerkiew greckokatolicka